# Amplitude de diffusion
En mécanique quantique, l'amplitude de diffusion est l'amplitude de probabilité qui intervient lorsqu'une onde sphérique sortante (objet ponctuel) est éclairée par une onde plane entrante, dans le cas d'un processus de diffusion à l'état stationnaire.
Ce processus est décrit par la fonction d'onde suivante :
{\displaystyle \psi (\mathbf {r} )=e^{ikz}+f(\theta ){\frac {e^{ikr}}{r}}\;}
- où {\displaystyle e^{ikz}} est l'onde plane incidente et transmise selon l'axe {\displaystyle z}, avec {\displaystyle k} le nombre d'onde,
- {\displaystyle f(\theta )e^{ikr}/r} est l'onde sphérique sortante diffusée.

On a les termes :
- {\displaystyle \mathbf {r} \equiv (x,y,z)} le vecteur de position,
- {\displaystyle r\equiv |\mathbf {r} |},
- {\displaystyle \theta } l'angle de diffusion,
- et {\displaystyle f(\theta )} l'amplitude de diffusion, dont la dimension est une longueur.

La différentielle de la section efficace est fonction de l'angle de diffusion, et donnée par le module au carré de l'amplitude de diffusion :
{\displaystyle {\frac {d\sigma }{d\Omega }}=|f(\theta )|^{2}.}